# Pavement Classification Number
Die Pavement Classification Number, PCN (Dt. Tragfähigkeitsklassifikationszahl) beschreibt die Tragfähigkeit von Flugbetriebsflächen.
Für den wirtschaftlichen Betrieb von Flugbetriebsflächen ist die Kenntnis der Tragfähigkeit von Flugbetriebsflächen von entscheidender Bedeutung. Wird der Belag unzulässig hoch belastet, wird seine Struktur frühzeitig zerstört, was eine kostspielige Sanierung oder Erneuerung nach sich zieht. Von der Internationalen Zivilluftfahrtorganisation ICAO wurde deshalb 1981 das ACN-PCN-System, bzw. die ACN-PCN-Methode zur Vergleichbarkeit der Belastung aus dem Flugbetrieb mit der Tragfähigkeit aller Flugbetriebsflächen verbindlich eingeführt. Die PCN stellt dabei eine dimensionslose Vergleichszahl für die Grenztragfähigkeit des Gesamtaufbaus der Flugbetriebsflächen dar. Im Vergleich mit der ACN des Flugzeugs kann festgestellt werden, ob das Flugzeug zur Landebahn passt.

## Aufbau
Die PCN wird nicht alleine angegeben. Sie wird um wesentliche, klassifizierte Kriterien ergänzt, die die Lastwirkung von Flugzeugen auf Start-/Landebahnen bestimmen.
Beispielangabe: 075 R B W T
Erläuterung:
1. Dimensionslose Zahl, PCN, Gegenstück zur ACN
2. Buchstabe zur Beschreibung des Belags. R (rigid) für fest (z. B. Beton) oder F (flexible) für elastisch (z. B. Asphalt).
3. Buchstabe zur Beschreibung der Tragfähigkeit des Untergrunds: A (sehr fest), B, C, D (sehr weich)
4. Reifendruckklasse: W (Reifendruck ohne Begrenzung), X, Y, Z (0,5 MPa)
5. Evaluationsmethode: T (technisch ermittelt) oder U (spezifisches Untersuchungsverfahren)

## Beispiele

### Österreichische Verkehrsflughäfen
| Flughafen      | Start- und Landebahn | PCN        | PCN          |
| Flughafen      | Start- und Landebahn | Bahn       | Wendeflächen |
| -------------- | -------------------- | ---------- | ------------ |
| Graz           | 17C/35C              | 61/F/B/W/T | -            |
| Innsbruck      | 08/26                | 75/F/A/W/T | 75/F/A/W/T   |
| Klagenfurt     | 10L/28R              | 62/F/A/W/T | 62/R/B/W/T   |
| Linz           | 08/26                | 57/F/A/W/T | -            |
| Salzburg       | 15/33                | 55/R/A/W/T | 55/F/B/W/T   |
| Wien-Schwechat | 11/29                | 75/F/B/W/T | -            |
| Wien-Schwechat | 16/34                | 75/F/A/W/T | -            |